# Nikolái Vóronov
Nikolái Nikoláyevich Vóronov (en ruso: Никола́й Никола́евич Во́ронов; San Petersburgo, Imperio ruso; 23 de abriljul./ 5 de mayo de 1899greg. – Moscú, Unión Soviética; 28 de febrero de 1968) fue un militar soviético que participó en la Segunda Guerra Mundial donde alcanzó el grado militar de mariscal jefe de artillería (1944), además fue galardonado con el título honorífico de Héroe de la Unión Soviética el 7 de mayo de 1965. Fue comandante de las fuerzas de artillería del Ejército Rojo desde 1941 hasta 1950.
Estuvo al mando de la artillería soviética durante la Batalla de Stalingrado y fue el representante de la Stavka en varios frentes durante el Sitio de Leningrado y la Batalla de Kursk. También luchó en la guerra civil rusa, la guerra polaco-soviética y la batalla de Jaljin Gol, además de ser asesor del Ejército Popular de la República durante la guerra civil española.

## Biografía

### Infancia y Juventud
Nikolái Vóronov nació el 5 de mayo de 1899 en San Petersburgo, gobernación de San Petersburgo, Imperio ruso,  hijo de Nikolai Terentyvich Voronov, un empleado de banco y Valentina Voronov. Después de la Revolución de 1905, el padre de Vóronov quedó desempleado debido a sus simpatías con el Partido Laborista Social Demócrata Ruso.
El 30 de noviembre de 1908, su madre asolada por la pobreza se suicidó tomando cianuro. Abandonó la escuela primaria en 1914 debido a los problemas financieros de su familia y en 1915 consiguió un trabajo como secretario de un abogado. En el otoño de 1916, su padre fue reclutado en el Ejército Rojo.

### Guerra civil rusa
En marzo de 1918,  ingresó voluntariamente al Ejército Rojo. Ese mismo año, completó el segundo curso de artillería de Petrogrado, después de lo cual fue comandante de pelotón en un batallón de obuses en la 2.º batería de Petrogrado. Como parte del 15.º Ejército, luchó en batallas con las fuerzas de Nikolái Yudénich cerca de Pskov. En 1919, se unió al Partido Comunista de la Unión Soviética.
A partir de abril de 1920, luchó en la guerra polaco-soviética con el 83.º Regimiento de la 10.ª División de Fusileros. Su batería estaba equipada con el cañón ligero divisional M1902 de 76 mm en lugar del obús M1910 de 122 mm. El 17 de agosto, sufrió una fuerte conmoción cerebral durante una batalla en el pueblo de Józefów nad Wisła, al este de Polonia, a unos 57 km de Lublin. Cuando recuperó la conciencia, descubrió que las tropas polacas habían capturado la aldea. El herido Vóronov intentó escapar a caballo, pero fue capturado por el ejército polaco. Durante sus ocho meses de cautiverio, Vóronov sufrió de tifus y en dos ocasiones estuvo a punto de que le amputaran la pierna. Fue repatriado al final de la guerra, en abril de 1921.

### Período de entreguerras
En el verano de 1922, Vóronov fue nombrado comandante de la batería de obuses de la 27.ª División de Fusileros. En el otoño de 1923 asistió a la escuela de altos comandantes de artillería y después de graduarse continuó sirviendo en la 27.ª División de Fusileros. Durante las maniobras de 1926, se distinguió al mando de la artillería del Distrito Militar de Bielorrusia. Como recompensa, se le concedió permiso para realizar el examen de ingreso a la Academia Militar Frunze.
En 1930, se graduó de la academia. Se convirtió en el comandante del regimiento de artillería de la 1.ª División de Fusileros de Moscú. En agosto de 1932, fue enviado a Italia como parte de la misión diplomática soviética. En abril de 1934 fue nombrado comisario jefe militar de la 1.ª Escuela de Artillería. En 1936, recibió la Orden de la Estrella Roja por su gestión de la escuela. En 1935, sirvió en la misión militar soviética a Italia por segunda vez y fue ascendido a Kombrig (general de brigada) el 11 de noviembre. En 1937, fue enviado con el nombre en clave de «Voltaire» a España, como asesor del Ejército Popular de la República durante la guerra civil española, donde trabajó en el entrenamiento de unidades de artillería durante la Batalla de Madrid. Durante su estancia en España, recibió la Orden de Lenin y la Orden de la Bandera Roja. En junio de 1937, regresó a Moscú.

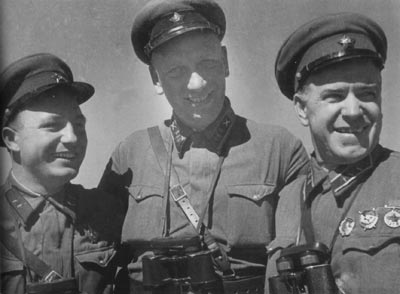
Vóronov, Iván Nikishov y Zhúkov durante la Batalla de Jaljin Gol

Fue ascendido a Komkor (comandante de cuerpo) y reemplazó al Komdiv (comandante de división) Nikolái Rogowski como jefe de artillería del Ejército Rojo, quien más tarde fue fusilado durante el Caso de la Organización Militar Trotskista Antisoviética, el 20 de junio de 1937 comenzó a trabajar en la modernización de la artillería del Ejército Rojo, y en noviembre de 1937 presentó un memorando a Kliment Voroshílov sobre la modernización de la artillería. A fines de julio de 1938, fue como parte de una comisión especial del Comisariado de Defensa del Pueblo para probar el entrenamiento de combate del Distrito Militar del Lejano Oriente durante la Batalla del lago Jasán. En junio de 1939, fue enviado a Jaljin Gol para dirigir la artillería del 1.er Grupo de Ejércitos durante las Batallas de Jaljin Gol. Por sus acciones durante la batalla, recibió una segunda Orden de la Bandera Roja.
En septiembre de 1939, comandó la artillería del Distrito Militar de Bielorrusia durante la invasión soviética de Polonia. Resultó gravemente herido en un accidente automovilístico y dijo que le salvó la vida gracias a una pluma de plata que le dio Dolores Ibárruri en España. En noviembre, inspeccionó las tropas del Distrito Militar de Leningrado, preparándose para la Guerra de Invierno. Durante la guerra, dirigió unidades de artillería, principalmente las del 7.º Ejército, y luchó en la ofensiva contra la Línea Mannerheim. Por sus acciones durante la guerra, recibió una segunda Orden de Lenin y fue ascendido a Komandarm de 2.º Rango (Comandante de Ejército de 2.º Rango). Con la restauración por parte del Ejército Rojo de los rangos convencionales de la graduación de oficiales superiores (generales), el 4 de junio de 1940, se le otorgó el rango de coronel general de artillería. Vóronov dirigió la artillería del Distrito Militar Especial de Kiev durante la Ocupación soviética de Besarabia y el norte de Bucovina.
Una orden del Comisariado de Defensa del Pueblo el 13 de julio abolió el cargo de jefe de artillería e introdujo el cargo de primer subjefe del GRAU. Vóronov fue designado para este puesto, subordinado a Grigori Kulik.

### Segunda Guerra Mundial

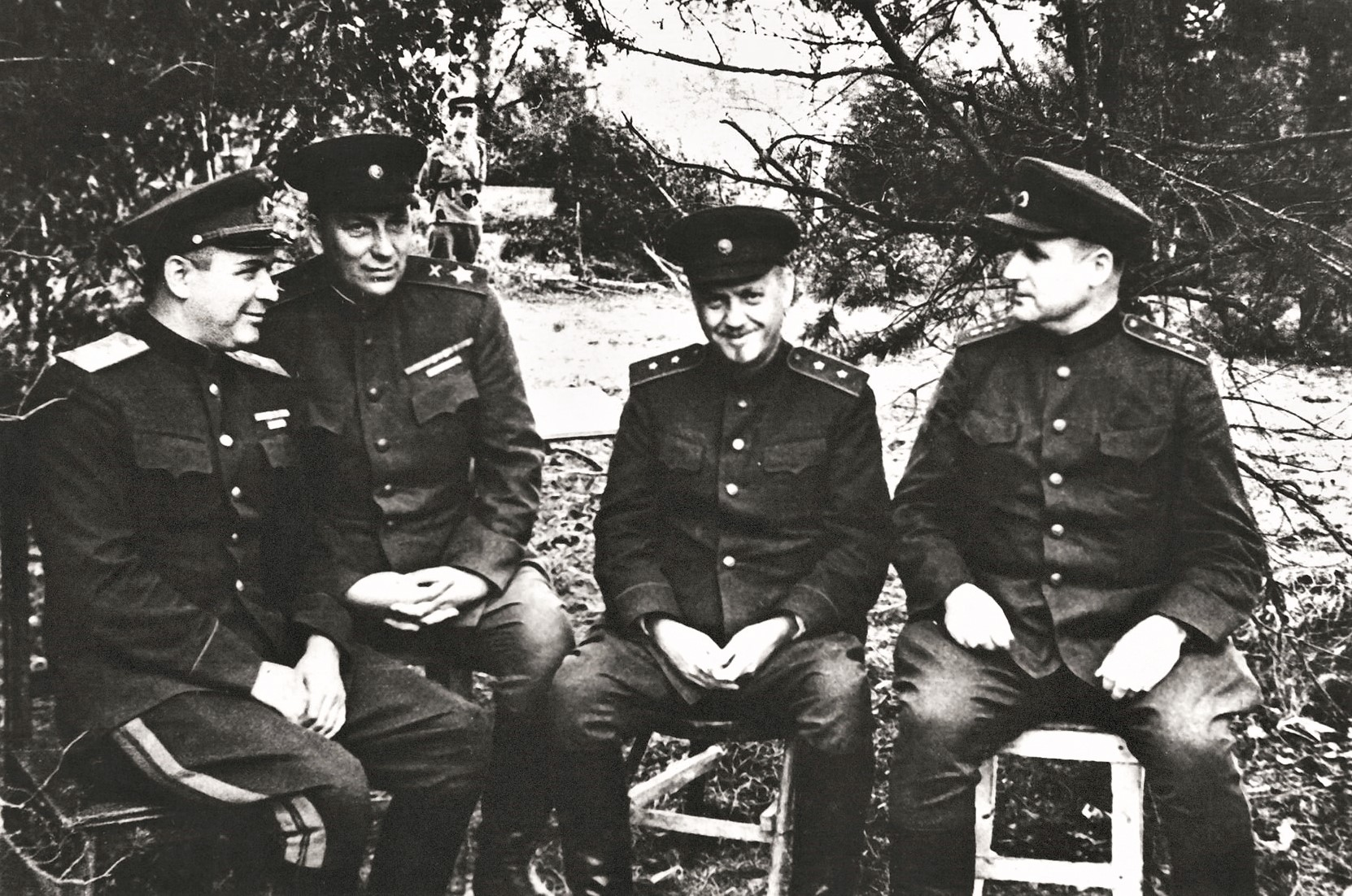
En el frente occidental, en vísperas de la Batalla de Smolensk. De izquierda a derecha: Mariscal del Aire Nóvikov y Máriscal de Artillería Vóronov, Teniente General Bulganin y el comandante del Frente Oeste, coronel general Sokolovski

El 19 de junio de 1941, fue transferido al puesto de Jefe de la Dirección Principal de Defensa Aérea, que ahora era personalmente responsable ante el Comisario de Defensa del Pueblo. Durante los primeros días de la guerra en el Frente Oriental; reforzó la defensa aérea de Moscú. El 19 de julio, se restableció el puesto de jefe de artillería y se le nombró para ese puesto. El 20 de julio, se le ordenó organizar artillería antitanques durante la ofensiva de Yelnya. Después de regresar a Moscú, Vóronov, junto con Leonid Góvorov, desarrolló instrucciones detalladas sobre tácticas antitanques, que pronto se enviaron a las tropas como una directiva de Stavka. Como parte del Comité de Defensa del Estado, fue a Leningrado para organizar la defensa antitanque y la artillería. Gracias a sus esfuerzos, el GRAU se subordinó al Jefe de Artillería. También instaló un cuartel general de artillería, dirigido por Iván Susloparov.
Después de su regreso a mediados de septiembre a Moscú, a petición del consejo militar del Frente de Leningrado, fue enviado a Leningrado, donde ayudó en la realización de contraataques. Después de regresar a Moscú en octubre, revisó la preparación del Frente de Reserva de Moscú y también trabajó en la formación de regimientos antitanques y de artillería destinados a la defensa de Moscú. A fines de octubre, fue enviado de regreso a Leningrado para organizar la artillería del frente durante la Ofensiva de Siniávino en el área de Nevsky Pyatachok. Organizó la producción de artillería y la defensa del Camino de la Vida que atravesaba las heladas aguas del lago de Ládoga, hasta su regreso a Moscú el 5 de diciembre.
Vóronov trabajó en el suministro, adquisición y coordinación de unidades de artillería en las áreas de la Contraofensiva soviética del invierno de 1941-1942. En su informe a Stalin del 28 de febrero, planteó la cuestión de la defensa aérea militar, que desde noviembre de 1941 había permanecido sin liderazgo. El 2 de junio, por orden del Comisariado del Pueblo de Defensa, todas las unidades de defensa aérea fueron subordinadas a los comandantes de artillería del frente y al jefe de artillería. A principios de junio, participó en la planificación y realización de operaciones en el flanco izquierdo del Frente Occidental.

#### 1942

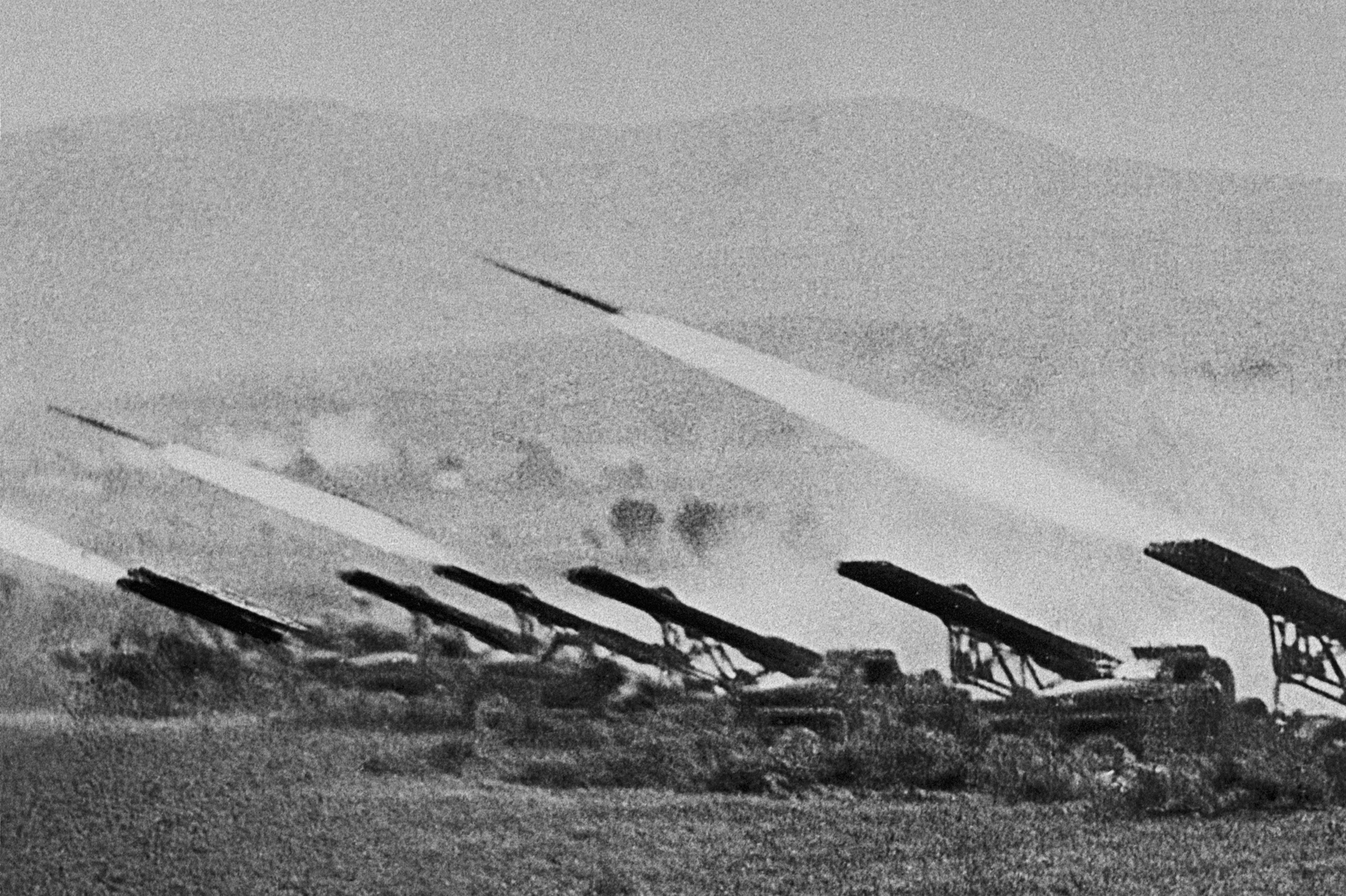
Una batería de lanzacohetes Katyusha disparando contra las fuerzas alemanas, durante la Batalla de Stalingrado

En julio de 1942, durante la operación Azul, fue enviado a la zona de Stalingrado para ayudar al 62.º Ejército y al 64.º Ejército, que en esos momentos se retiraban del avance del ejército alemán hacia la ciudad de Stalingrado.
Durante la Conferencia de Moscú,Sháposhnikov, Voroshílov y Vóronov representaron a la Unión Soviética durante las conversaciones con la delegación militar británica. En septiembre, acompañó a Aleksandr Vasilevski en una gira por el Frente Suroeste, el Frente de Stalingrado y el Frente del Don. Vóronov comenzó a planificar el bombardeo de artillería en la Operación Urano. Tras la aprobación del plan para la Operación Urano, trabajó con los jefes de artillería de los frentes y supervisó el entrenamiento de unidades para llevar a cabo la ofensiva. Durante el comienzo de la operación, estaba en el puesto de mando del 21.º Ejército (teniente general Iván Chistiakov), en los alrededores de Serafimóvich a orillas del río Don.
El 31 de octubre de 1942, emitió un decreto sobre el establecimiento de divisiones de artillería en la Reserva del Alto Mando (Reserva del Verjovnoe GlavnoKomandovanie, VGK). Al principio de la guerra esta fuerza apenas representaba el 8% de las piezas de artillería, pero en los meses finales ascendía al 35%. La nueva Reserva del VGK incluía divisiones de artillería y, en 1943, cuerpos de ejército de artillería de ruptura especiales, la reserva de VGK controlaba asimismo regimientos más pequeños, equipados con armas especiales de gran calibre. El control de estas unidades estaba centralizado y se asignaban a ejércitos o frentes, dependiendo de la importancia y entidad de sus misiones.
A finales de noviembre, Vóronov, Aleksandr Vasilevski y Aleksandr Nóvikov visitaron el área de la Operación Pequeño Saturno. Del 16 al 19 de diciembre, coordinó la artillería de los frentes Suroeste y Vorónezh. El 19 de diciembre de 1942, fue enviado por la Stavka como su representante al Frente del Don para ayudar en la planificación y ejecución de operaciones para la eliminación de los últimos restos del 6.ª Ejército alemán cercados en las ruinas de Stalingrado (véase Operación Koltso). En esta labor, Vóronov coordinó la concentración de artillería soviética de 41,9 piezas de artillería por kilómetro de frente alemán.

#### 1943-1944

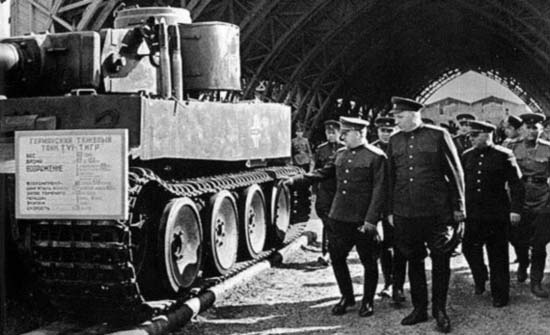
El mariscal Gueorgui Zhúkov, junto con el coronel general Nikolái Voronov y el mariscal Kliment Voroshílov, inspeccionan el primer tanque pesado Panzer VI Tiger capturado durante la operación Chispa

El 10 de enero de 1943, después de un intenso bombardeo de artillería, se lanzó la Operación Koltso. Como recompensa por su participación en la eliminación del 6.ª Ejército alemán sitiado en la ciudad de Stalingrado, recibió la Orden de Suvórov de 1.er grado. El 18 de enero fue ascendido a Mariscal de Artillería. El 31 de enero, Friedrich Paulus se rindió a las tropas soviéticas y Vóronov lo interrogó personalmente. A principios de febrero, fue enviado al Frente del Noroeste (teniente general Pável Kurochkin) para ayudar en la planificación y ejecución de la Ofensiva de Demiansk. En abril, las unidades de lanzacohetes Katiusha fueron entregadas al jefe de artillería, pero las unidades de Artillería autopropulsada fueron puestas bajo el mando de unidades de tanques.
Durante la guerra la Unión Soviética nunca desarrolló una fuerza de artillería mecanizada, prefiriendo la artillería remolcada convencional. Los cañones autopropulsados como el SU-85, SU-100 y SU-122 eran designados oficialmente como cazacarros. Los cañones de asalto pesado, como el ISU-122 y ISU-152, eran armas de tiro directo utilizados, principalmente, contra los tanques enemigos o contra búnkeres y posiciones fuertes, por lo tanto no estaban concebidos para el cometido tradicional de la artillería. El ubicuo cañón de asalto SU-76 se utilizaba como apoyo directo a la infantería, aunque podía emplearse para tiro indirecto.
De mayo a junio, supervisó la formación de los primeros cinco cuerpos de artillería de avanzada y el 5 de julio se desempeñó como representante del comandante del Frente de Briansk, además de controlar la preparación del bombardeo de artillería en la Batalla de Kursk. El 3 de agosto de 1943, fue enviado al frente occidental para supervisar la planificación y conducción de la Batalla de Smolensk.
El 30 de agosto, fue enviado al Frente de Kalinin. El 20 de octubre coordinó las acciones del Primer Frente Báltico, Segundo Frente Báltico y Frente Occidental. A principios de 1944, tuvo que renunciar a su cargo como representante de la Stavka y regresar a Moscú para recibir tratamiento médico por problemas de salud. Posteriormente, ayudó a coordinar el envío de municiones y piezas de artillería al Frente del Lejano Oriente. El 21 de febrero fue ascendido a Mariscal en jefe de artillería. El 20 de marzo de 1944, apareció en la portada de la revista Time.

### Posguerra
En mayo de 1946,  inició el establecimiento de la Academia de Ciencias de Artillería. También fue elegido diputado del Soviet de la Unión. En 1950, fue relevado de su cargo y nombrado presidente de la Academia de Ciencias de Artillería, responsable del desarrollo de armas nucleares estratégicas. En 1953, fue nombrado jefe de la Academia de Comando de Artillería Militar en Leningrado. En octubre de 1958, se retiró del servicio activo, por razones de salud, y fue nombrado inspector general del Grupo de Inspectores Generales del Ministerio de Defensa de la URSS, donde permaneció hasta su muerte. En 1963, publicó sus memorias, tituladas «Al servicio de las Fuerzas Armadas» (en ruso: На службе военной).
El 7 de mayo de 1965, recibió el título honorífico de Héroe de la Unión Soviética, con la Orden de Lenin y la medalla de la Estrella de Oro, en el vigésimo aniversario del final de la Segunda Guerra Mundial. El 23 de febrero de 1968 se le descubrió un tumor y se operó. El 28 de febrero murió sin haber recuperar el conocimiento y fue enterrado en la Necrópolis de la Muralla del Kremlin en la Plaza Roja de Moscú.

## Ensayos
Nikolái Nikolayevich Vóronov es autor de varios libros y artículos sobre su experiencia en la Segunda Guerra Mundial
- Voronov, Nikolái N. (1946) - Artillería soviética en la Gran Guerra Patria. - Moscú.
- Voronov, Nikolái N. (1963) - Al servicio de las Fuerzas Armadas (На службе военной) - Moscú: Publicaciones militares.
- Voronov, Nikolái N.- Generales y líderes militares de la Gran Guerra Patria.

## Promociones
- Kombrig (11 de noviembre de 1935)
- Komkor (20 de junio de 1937, sin pasar por el rango previo de Komdiv)
- Komandarm de 2.º Rango (18 de febrero de 1940)
- Coronel general de Artillería (4 de junio de 1940)
- Mariscal de Artillería (18 de enero de 1943)
- Mariscal en jefe de Artillería (21 de febrero de 1944)[36]

## Condecoraciones

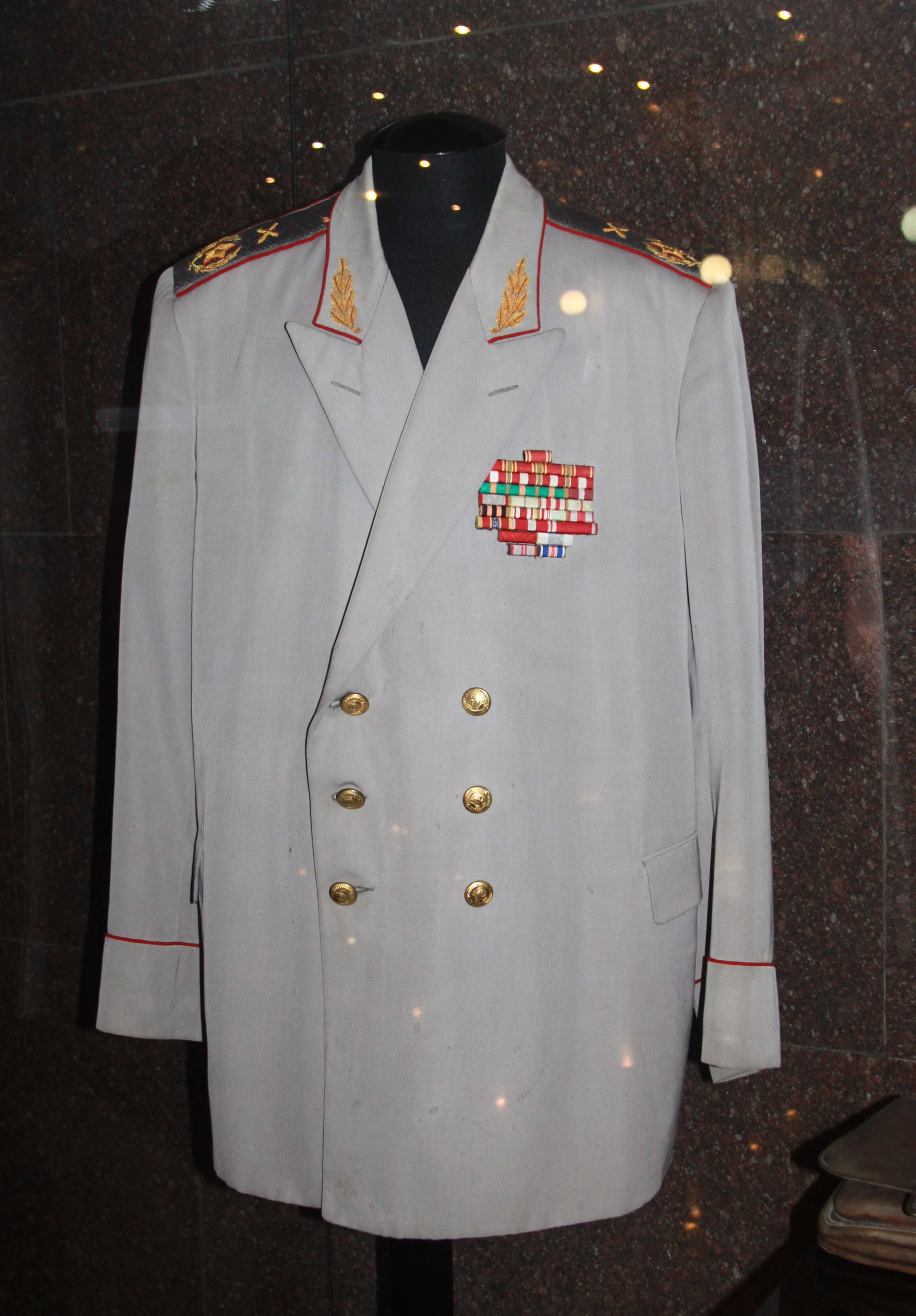
Guerrera, modelo 1954 del Mariscal Jefe de Artillería Nikolái Vóronov

A lo largo de su carrera militar Nikolái Vóronov recibió las siguientes condecoraciones:
Unión Soviética
- Héroe de la Unión Soviética (1965)
- Orden de Lenin, seis veces (1937, 1940, 1945, 1949, 1959, 1965)
- Orden de la Revolución de Octubre (1968)
- Orden de la Bandera Roja, cuatro veces (1937, 1939, 1944,1948)
- Orden de Suvórov de 1.er grado, tres veces (1943, 1944, 1944)
- Orden de la Estrella Roja (1936)
- Medalla por la Defensa de Leningrado
- Medalla por la Defensa de Stalingrado
- Medalla por la Defensa de Moscú
- Medalla por la Victoria sobre Alemania en la Gran Guerra Patria 1941-1945
- Medalla Conmemorativa del 20.º Aniversario de la Victoria en la Gran Guerra Patria de 1941-1945
- Medalla por la Victoria sobre Japón
- Medalla del 20.º Aniversario del Ejército Rojo de Obreros y Campesinos
- Medalla del 30.º Aniversario de las Fuerzas Armadas de la URSS
- Medalla del 40.º Aniversario de las Fuerzas Armadas de la URSS
- Medalla del 50.º Aniversario de las Fuerzas Armadas de la URSS
- Medalla Conmemorativa del 800.º Aniversario de Moscú
- Medalla Conmemorativa del 250.º Aniversario de Leningrado.

Otros países
- Orden de Süjbaatar
- Orden de la Bandera Roja (Mongolia)
- Orden de la Estrella Partisana de 1.er grado (Yugoslavia)
- Orden de Liberación Nacional (Yugoslavia)
- Orden de la Cruz de Grunwald de 1.er grado (Polonia)
- Comendador de la Orden Polonia Restituta (Polonia).